# Mesoraphidia amoena
Mesoraphidia amoena là một loài côn trùng trong họ Mesoraphidiidae thuộc bộ Raphidioptera. Loài này được Ren miêu tả năm 1997.